# خانم دالووی (فیلم)
خانم دالووی (انگلیسی: Mrs Dalloway) یک فیلم است که در سال ۱۹۹۷ منتشر شد.

## بازیگران
- ونسا ردگریو
- ناتاشا مک‌الهون
- مایکل کیچن
- لینا هیدی
- آلن کوکس
- روپرت گراوس
- مارگارت تیزک
- رابرت هاردی
- دنیس لیل
- جک گالووی
- آملیا بالمور
- جان فرانکلین-رابینز
- کیتی کار